# Бжолиети
Бжолиети (груз. ბჟოლიეთი) — село в Чохатаурском муниципалитете Грузии.

## География
Село находится на правом берегу реки Губазеули, на расстоянии в 8 километрах от посёлка городского типа Чохатаури, административного центра муниципалитета, в 22 километрах от города Озургети. Абсолютная высота — 310 метров над уровнем моря.

## Население
| Год  | Население | Мужчины | Женщины |
| ---- | --------- | ------- | ------- |
| 1908 | 460       |         |         |
| 1911 | ↗896      |         |         |
| 2002 | ↘255      | 122     | 133     |
| 2014 | ↘208      | 103     | 105     |